# Aipe
Aipe, également appelée Aipe Viejo, est une municipalité située dans le département de Huila, en Colombie.